# Andrej Lettrich
Andrej Lettrich (3. únor 1922, Dubové – 7. září 1993, Bratislava) byl slovenský režisér, scenárista a herec. 

## Životopis
Pocházel ze čtyř dětí. Absolvoval lidovou a měšťanskou školu, později se rozhodl pokračovat ve studiu na učitelském ústavu. Dvakrát po sobě ho nepřijali, a tak nastoupil na dvouletou obchodní školu v Martině.
Svou kariéru začal jako divadelní ochotník. Po absolvování dvouleté státní konzervatoře v Bratislavě začal v hlavním městě studovat herectví, které i úspěšně ukončil.
V roce 1948 začal pracovat pro filmový průmysl jako asistent režiséra Paľa Bielika a Ondriša Jariabku. Jeho režisérským debutem je filmová adaptace románu Františka Hečka Drevená dedina z roku 1954. O dva roky později natočil film Čisté ruce, ve kterých účinkoval i jako herec. Film byl zakázán. Lettrich adaptoval ještě další Hečkovy romány. Byly to filmy Bratři (1961) a třídílné Červené víno (1976).
Jeho tvorbu lze rozdělit na dvě hlavní části: adaptace historických děl a detektivky. Detektivky, v té době na Slovensku málo známý žánr, začal natáčet v roce 1965. Byly to filmy s kvalitním hereckým obsazením.
Aktivní televizní kariéra tohoto úspěšného režiséra trvala 39 let, a jejím výsledkem bylo 29 filmů. Z toho 18 realizovaných na Kolibě.
V roce 1974 získal za celoživotní tvorbu titul zasloužilý umělec, o dva roky později se stal laureátem Státní ceny Klementa Gottwalda a v roce 1988 mu bylo uděleno nejvyšší ocenění - titul národní umělec.
V Lettrichových filmech převládá sociální problematika ve společnosti. Také řeší otázku moci a filmy se často odehrávají v rodinném prostředí. Lettrichovo vyprávění staví na drobných lidských nedostatcích, film nekritizuje degenerující systém, hovoří o přirozených a nadčasových lidských chybách - chamtivosti, strachu či hrabivosti. 
Andrej Lettrich, poslední ze zakladatelské generace hraného filmu, zemřel v září 1993 v Bratislavě.

## Filmografie
Režijní filmografie
- 1989 - Roky prelomu (TV seriál)
- 1987 - Hody
- 1986 - Alžbětin dvůr (TV seriál)
- 1984 - Povstalecká história (TV seriál)
- 1981 - Otec
- 1980 - Na baňu klopajú (TV seriál)
- 1978 - Stôl pre štrnástich (TV film)
- 1977 - Advokátka
- 1976 - Červené víno (TV film), Tereza
- 1975 - Stretnutie, Šepkajúci fantóm
- 1974 - Do zbrane, kuruci!
- 1973 - Desatinka citu (TV film), Prípad krásnej nerestnice
- 1970 - Medený gombík (TV film)
- 1969 - Prípad jasnovidca Hanussena (TV film)
- 1967 - Volanie démonov
- 1966 - Vrah zo záhrobia
- 1965 - Mŕtvi nespievajú (TV film), Smrť prichádza v daždi
- 1964 - Archimedov zákon
- 1962 - Vrátim sa živý (TV adaptace)
- 1961 - Bratia
- 1960 - Malá manekýnka
- 1958 - V hodine dvanástej (kritizovaný v Banské Bystrici, kvůli nepřehledné zobrazení zločinů fašismu)
- 1956 - Čisté ruky
- 1954 - Dřevěná vesnice

Herecká filmografie
- 1956 - Čisté ruky
- 1951 - Lazy sa pohli

Scenáristická tvorba
- 1986 - Alžbetin dvor (TV seriál) (6 dílů)
- 1981 - Otec
- 1977 - Advokátka
- 1975 - Šepkajúci fantóm, spolupráce na scénáři
- 1974 - Do zbrane, kuruci!, Prípad krásnej nerestnice
- 1972 - Červené víno (TV film)
- 1970 - Medený gombík (TV film)
- 1962 - Vrátim sa živý (TV adaptace)
- 1961 - Bratia
- 1960 - Malá manekýnka, Strieborný Favorit

Asistent režie
- 1951 - Lazy sa pohli